# Anagyrus bicolor
Anagyrus bicolor är en stekelart som beskrevs av John S. Noyes och Hayat 1994. Anagyrus bicolor ingår i släktet Anagyrus och familjen sköldlussteklar.
Artens utbredningsområde är Thailand. Inga underarter finns listade i Catalogue of Life.